# Aspicilia laxula
Aspicilia laxula är en lavart som först beskrevs av H.Magn., och fick sitt nu gällande namn av Irwin Murray Brodo. Aspicilia laxula ingår i släktet Aspicilia, och familjen Megasporaceae. Arten är reproducerande i Sverige.